# Star Over Bethlehem
Star Over Bethlehem est un recueil de poèmes et nouvelles religieuses d'Agatha Christie publié en 1965 au Royaume-Uni sous le nom complet d'Agatha Christie Mallowan. Il est généralement considéré comme un livre pour enfants malgré les thèmes abordés.

## Composition
Le recueil est composé de cinq poèmes et six nouvelles.
Poèmes
- A Greeting
- A Wreath for Christmas
- Gold, Frankincense and Myrrh
- Jenny by the Sky
- The Saints of God

Nouvelles
- Star Over Bethlehem
- The Naughty Donkey
- The Water Bus
- In the Cool of the Evening
- Promotion in the Highest
- The Island

## Commentaires
Le recueil est publié sous le nom complet de la romancière, Agatha Christie Mallowan, afin de le distinguer du reste de son travail. Les éditeurs de Christie n'étaient pas pour la publication du recueil, pensant que cela pourrait nuire à l'image de la « Reine du Crime ». Le livre connait un succès qui enchante tout le monde, cependant il reste assez méconnu.
Le recueil est généralement considéré comme un livre pour enfants malgré les thèmes abordés comme le handicap ou l'avortement.
La nouvelle titre avait été initialement publiée dans Woman's Journal en décembre 1946.

## Éditions
- (en) Star Over Bethlehem, Londres, Collins Crime Club, novembre 1965, 80 p.
- (en) Star Over Bethlehem, New York, Dodd Mead and Company, 1965, 80 p.